# Chamilly
Chamilly település Franciaországban, Saône-et-Loire megyében. Lakosainak száma 147 fő (2022. január 1.). Chamilly Cheilly-lès-Maranges, Aluze, Chassey-le-Camp, Dennevy és Saint-Gilles községekkel határos.

## Népesség
A település népességének változása:
| Lakosok száma | 137  | 154  | 160  | 158  | 155  | 151  | 147  | 147  | 147  |
|               | 2013 | 2015 | 2016 | 2017 | 2018 | 2019 | 2020 | 2021 | 2022 |